# Timoleone di Cossé-Brissac
Timoleone di Cossé-Brissac, duca di Brissac (Digione, 13 maggio 1813 – Parigi, 11 settembre 1888), è stato un politico francese, cavaliere della Legione d'Onore, encomendero dell'Ordine di Isabella la Cattolica, commendatore dell'Ordine di Mejīdiyye e cavaliere dell'Ordine dei Santi Maurizio e Lazzaro.